# مسجد نوده
مسجد نوده مربوط به اواخر دوره قاجار است و در شهرستان گناباد، بخش مرکزی، روستای نورده واقع شده و این اثر در تاریخ ۱۹ مرداد ۱۳۸۴ با شمارهٔ ثبت ۱۲۹۲۰ به‌عنوان یکی از آثار ملی ایران به ثبت رسیده است.